# Свечанка
Свеча́нка (Свеча; бел. Свячанка) — река в Белоруссии, протекает по территории Сенненского, Чашникского и Бешенковичского районов Витебской области, правый приток реки Улла. Длина реки — 84 км, площадь водосборного бассейна — 551 км², среднегодовой расход воды в устье 3,5 м³/с, средний наклон водной поверхности 0,7 ‰.
Река вытекает из юго-западной оконечности озера Большое Святое к востоку от деревни Замошье и в 10 км к западу от центра города Сенно. Верховья лежат в Сенненском районе, в районе озера Стержень река течёт по Чашникскому району, среднее и нижнее течение лежит в Бешенковичском районе. До озера Стержень обозначается на картах как Свеча, ниже — Свечанка.
От истока течёт на юго-запад и запад, в районе впадения ручья из озера Белое поворачивает на север. Долина Свечанки почти на всём протяжении трапециевидная, около истока и озера Стержень V-образная, ширина долины в среднем 0,2-0,4 км, но около озёр, через которые протекает Свечанка, расширяется до 1-1,5 км. Пойма двухсторонняя, чередуется по берегам, ширина 0,1-0,3 км, около деревни Верховье и Броды Бешенковичского района отсутствует. Русло от истока на протяжении 10,6 км канализировано. Ширина русла 5-10 м, в нижнем течении до 15 м.
Крупнейший приток — Свинка (левый). Река протекает несколько озёр — Хотлинское, Маевское, Стержень, Слободское.
Свечанка протекает ряд сёл и деревень: Ульяновичи, Рудница (Сенненский район); Блажевщина, Вятеро, Вятны, Хотлино, Запрудье, Малиновщина, Рыжевщина, Горивец (Чашникский район); Воскресенцы, Верховье, Селище, Челнышки, Аскерщина, Косаревщина, Свеча, Слободка, Стрижево, Броды (Бешенковичский район).
Впадает в Уллу у деревни Дыбали.